# منلكارا
السبوتة أو أشجار المنلكارا (الاسم العلمي: Manilkara) هي جنس من النباتات يتبع الفصيلة السبوتية من رتبة الخلنجيات.